# Promecotheca sacchari
Promecotheca sacchari es una especie de insecto coleóptero de la familia Chrysomelidae.
Fue descrita científicamente en 1957 por Judson Linsley Gressitt.